# 교방
교방(敎坊)은 고려, 조선시대 기생과 관련된 주요 건물이다. 향악과 무용을 비롯한 음악을 교육하였으며, 조선후기에는 기생사회의 행정 중심지이기도 하였다.
교방은 11세기 초 현종 (고려) 때 처음으로 사료에 등장한다. 그러나 그 기록에는 왕이 교방에서 기생 1,000명을 풀어주었다고 기록되어 있는 것으로 보아 10세기에 기생반이 형성되었던 시기로 추정된다.
20세기 초 한국이 일본의 지배를 받자 교방은 권번으로 대체되었다. 소수의 그림 묘사가 남아 있기는 하지만 오늘날 교방은 남아 있지 않다.

## 같이 보기
- 한국의 역사